# Campeonato Nacional de Rodeo de 2007
El Campeonato Nacional de Rodeo de 2007 fue la versión número 59 del campeonato más importante del rodeo chileno, deporte nacional de Chile. Se desarrolló entre el viernes 30 de marzo y el domingo 1 de abril en la Medialuna Monumental de Rancagua y participaron las mejores colleras clasificadas durante la temporada 2006-2007.
Al finalizar este campeonato se igualó la cantidad de títulos nacionales conquistados por el mítico Ramón Cardemil Moraga, ya que Juan Carlos Loaiza alcanzó su séptimo título junto con Eduardo Tamayo. Por su parte el "Lalo" Tamayo alcanzó su quinto título nacional, igualando la marca de Ruperto Valderrama, quien fue un gran corredor de los años 60' y que hacía collera con Ramón Cardemil.
Este fue el cuarto título en que Tamayo y Loaiza corren como compañeros, anteriormente lo habían logrado en el campeonato de 1994, en el del año 2000 y en el de 2002, siempre defendiendo al Criadero Santa Isabel de Valdivia. 
Durante los 3 días asistieron más de 50.000 personas y durante la serie de campeones ("Champion") la medialuna estuvo repleta con 12.000 personas. Además el Campeonato pudo verse por todo Chile gracias a la señal en vivo de Chilevisión.
Momentos antes de que se iniciara la serie de campeones, Romané Soto en "Borrachita" y Juan Valderrama en "Azucárate", se consagraron como monarcas nacionales 2007 del Movimiento de la rienda femenina y masculina, respectivamente.

## Desarrollo de la serie de campeones

Juan Carlos Loaiza y Eduardo Tamayo en 2007 obtuvieron su cuarto título corriendo juntos.

En el primer animal Loaiza y Tamayo lograron una tranquilidad para el segundo, ya que realizaron 11 puntos. En el segundo animal cosecharon 8 unidades, pasando a encabezar la serie. En el tercer animal volvieron a tener 8 puntos, pasando al cuarto animal con 27 puntos. 
Al comenzar el último animal, Loaiza y Tamayo debieron esperar su turno. Algunas colleras habían llegado a tener elevados puntajes. Una de ellas era la de Emiliano Ruiz y José Tomás Meza, quienes llegaron a los 37 puntos en "Cancionero" y "Melí". Para que los del Criadero Santa Isabel lograran el título debían realizar un mínimo de 11 puntos y al final no defraudaron al público ya que justamente marcaron 11 puntos totalizando el campeonato con 38 puntos. Después solo tenían que esperar a que la collera de José Astaburuaga y Eugenio Navarrete no marcaran más de 12 puntos ya que los podían pasar en puntaje. Finalmente solo pudieron hacer 11 puntos, totalizando el campeonato con 37 puntos y empatando el subcampeonato nacional.
Mientras todos felicitaban a los campeones se procedió a desempatar el vicecampeonato. Emiliano Ruiz y José Tomás Meza marcaron 6 puntos, mientras que José Astaburuaga y Eugenio Navarrete solo marcaron 3.
Después vinieron las celebraciones y las entrega de premios. Este campeonato no tuvo unos campeones con un gran puntaje, pero fue más disputado que el campeonato anterior en que los hermanos Hernández se escaparon con un récord impresionante de puntos, marcando 48 puntos y un récord nacional.

## Resultados

### Serie de campeones
Clasificaron 35 colleras a la serie de campeones, los jurados fueron Marcelo Monsalve, José Manuel Middleton y Álvaro Morales y los capataces fueron Ruperto Valderrama, Guillermo Barra y José Manuel Aguirre, estos tres capataces son excampeones de Chile. 
| Cuarto Animal 2007 | Cuarto Animal 2007                         | Cuarto Animal 2007                | Cuarto Animal 2007 | Cuarto Animal 2007 |
| ------------------ | ------------------------------------------ | --------------------------------- | ------------------ | ------------------ |
| Lugar              | Jinetes                                    | Caballos                          | Asociación         | Puntaje            |
| 1º                 | Juan Carlos Loaiza y Eduardo Tamayo        | "Talento" y "Fiestera"            | Valdivia           | 38                 |
| 2º                 | Emiliano Ruiz y José Meza                  | "Cancionero" y "Melí"             | Litoral Central    | 37+6               |
| 3º                 | José Astaburuaga y Eugenio Navarrete       | "Enredosa" y "Picarona"           | Bío-Bío            | 37+3               |
| 4º                 | José Astaburuaga y Eugenio Navarrete       | "Flotador" y "Remache"            | Bío-Bío            | 36                 |
| 5º                 | José Antonio Urrutia y Luis Eduardo Cortés | "Fresia" y "Reseña"               | O'Higgins          | 35                 |
| 6º                 | Eduardo Salas y Francisco Ramos            | "El Pluma Blanca" y "El Jerónimo" | Bío-Bío            | 31                 |
| 6º                 | Juan Pablo Cardemil y Alfonso Navarro      | "Caprichosa" y "Peregrina"        | Talca              | 31                 |
| 6º                 | Emiliano Ruiz y José Meza                  | "Enquinchada" y "Distinguido"     | Litoral Central    | 31                 |
| 9º                 | Mauricio Toloza y Javier Ruiz              | "Relevante" y "Rasqueteo"         | Choapa             | 26                 |

### Serie Mixta-Criaderos
- 1° Lugar: Juan Carlos Loaiza y Eduardo Tamayo (Valdivia) en ¨Talento¨ y ¨Fiestera¨, +35 (8+13+8+6).
- 2° Lugar: José Luis Ortega y Jorge Ortega (Los Andes) en ¨El Quillay¨ y ¨Quillaycito¨, +30 (11+5+10+4).
- 3° Lugar: Raúl Parrao y Juan Pablo Muñoz (Talca) en ¨Relincho¨ y ¨Vivaracho¨, +28 (10+7+5+6).

### Serie Caballos
- 1º Lugar: Italo Zunino Peñaloza y Rufino Hernández (Bío-Bío) en ¨Gueñe¨ y ¨Pinganilla¨, +27 (10+5+5+7).
- 2º Lugar: Guillermo Díaz y José Pino (El Libertador) en ¨Inesperado¨ y ¨Parrandero¨, +22 (4+10+2+6).
- 3º Lugar: Rodrigo Cardemil y Nicolás Cardemil (Talca) en ¨Orador¨ y ¨Tango¨, +20 (5+6+8+1).

### Serie Yeguas
- 1º Lugar: Leonidas Rosas y Mario Maztner (Llanquihue, Chiloé y Palena) en ¨Esquiva¨ y ¨Esperanza¨, +36 (12+10+7+7).
- 2º Lugar: Claudio Hernández y Rufino Hernández (Bío-Bío) en ¨Guapa¨ y ¨Tira Parriba¨, +28 (7+5+7+9 y +4).
- 3º Lugar: José Antonio Urrutia y Luis Eduardo Cortés (O'Higgins) en ¨Fresia¨ y ¨Reseña¨, +28 (10+6+8+4 y +3).

### Serie Potros
- 1º Lugar: Claudio Hernández y Rufino Hernández (Bío-Bío) en ¨Malulo¨ y ¨Estruendo¨, +37 (11+11+6+9).
- 2º Lugar: Emiliano Ruiz y José Tomás Meza (Litoral Central) en ¨Cancionero¨ y ¨Melí¨, +31 (9+6+9+7).
- 3º Lugar: Francisco Ramos y Eduardo Salas (Bío-Bío) en ¨Roto Bueno¨ y ¨Pituco¨, +30 (8+5+8+9).
- 4° Lugar: Juan Carlos Loaiza y Eduardo Tamayo (Valdivia) en ¨Filtrao¨ y ¨Fantástico¨, +28 (10+6+6+6).

### Primera Serie Libre A
- 1º Lugar: René Guzmán y Felipe Guzmán (Bío-Bío) en ¨Confundido¨ y ¨Don Nibaldo¨, +31 (10+7+10+4).
- 2º Lugar: Alfonso Navarro y Juan Pablo Cardemil (Talca) en ¨Peregrina¨ y ¨Caprichosa¨, +29 (6+7+10+6).
- 3º Lugar: Francisco Ramos y Eduardo Salas (Bío-Bío) en ¨El Jerónimo¨ y ¨El Pluma Blanca¨, +28 (8+11+8+1).
- 4º Lugar: Tomás Hechenleitner y Jorge Gutiérrez (Llanquihue, Chiloé y Palena) en ¨Cambalache¨ y ¨Entaquillao¨, +26 (7+8+4+7).
- 5º Lugar: Manuel Miranda y Mario Valencia (Valparaíso) en ¨Desechada¨ y ¨Nazarena¨, +25 (11+7+4+3 y 0).

### Primera Serie Libre B
- 1º Lugar: Gonzalo Vial y Sebastián Ibáñez (O'Higgins) en ¨Derrotado¨ y ¨Candil¨, +34 (7+4+11+12).
- 2º Lugar: Ricardo González y Felipe González (Litoral Central) en ¨Don Chololo¨ y ¨Aromo¨, +32 (5+12+8+7 y +7).
- 3º Lugar: Pedro Vergara y Germán Varela (O'Higgins) en ¨Fogoso¨ y ¨Escorial¨, +32 (11+5+8+8 y +1).
- 4º Lugar: José de la Jara y Luis de la Jara (Maipo) en ¨Rumiñague¨ y ¨Estuco¨, +29 (10+5+7+7).
- 5º Lugar: Hernán Cruz y Eugenio Navarrete (Bío-Bío) en ¨Trifulca¨ y ¨Raptora¨, +28 (7+7+10+4).

### Segunda Serie Libre A
- 1º Lugar: José Astaburuaga y Eugenio Navarrete (Bío-Bío) en ¨Flotador¨ y ¨Remache¨, +32 (7+10+10+5).
- 2º Lugar: Alfonso Angulo y Alberto Mohr (Osorno) en ¨Fanático¨ y ¨Ganchito Enredao¨, +30 (8+4+12+6).
- 3º Lugar: Carlos Souper y Carlos Soper (O'Higgins) en ¨Revuelta¨ y ¨Cencacha¨, +28 (7+7+7+7).
- 4º Lugar: Albert Cherry y Francisco Parada (Llanquihue, Chiloé y Palena) en ¨Tallarín¨ y ¨Don Diego¨, +24 (6+6+8+4 y +7).

### Segunda Serie Libre B
- 1º Lugar: Luis Huenchul y Diego Pacheco (Colchagua) en ¨Tentador¨ y ¨Cacarito¨, +34 (7+12+11+4).
- 2º Lugar: Rafael Melo y Manuel Astudillo (Valdivia) en ¨Relámpago¨ y ¨Alhaja¨, +30 (11+7+8+4).
- 3º Lugar: Javier Ruiz y Mauricio Toloza (Choapa) en ¨Rasqueteo¨ y ¨Relevante¨, +29 (7+4+7+11 y +8).
- 4º Lugar: José Luis Ortega y Jorge Ortega (Los Andes) en ¨Campanita¨ y ¨Regalona¨, +29 (12+8+8+1 y +1).

### Movimiento de la rienda
En el movimiento de la rienda participaron un total de 12 binomios, 6 en las masculinas y en las femeninas.
En la rienda femenina la campeona fue la amazona Romané Soto totalizando 59 puntos en "Borrachita" y también montó a "Plebiscito" y obtuvo 53 puntos logrando el subcampeonato. Con el campeonato y el subcampeonato en su mano, Romané Soto demostró que en la actualidad, es lejos, la mejor amazona de Chile. El tercer lugar estuvo empatado entre Marta Hernández en "Juerga" y Gabriela Balmaceda en "Rastrojo", ambas con 46 puntos.
En el movimiento de la rienda masculino los resultados fueron los siguientes:
- 1º Lugar: Juan Valderrama, en "Azucárate" (62 puntos)
- 2º Lugar: Pedro González, en "Bataclana" (61 puntos)
- 3º Lugar: Alfonso Navarro, en "Esperanza" (61 puntos)

Pedro González ganó el desempate por el vicecampeonato al obtener 8 puntos en las pruebas de desempate que fueron el ocho y el volapié.

## Clasificatorios
Al finalizar la temporada 2006-2007 las colleras que tenían los puntos necesarios para llegar a un clasificatorio pudieron realizarlo en los distintos rodeos clasificatorios al Campeonato Nacional. En total fueron cuatro clasificatorios que se disputaron entre el 23 de febrero y el 18 de marzo de 2007. Los siguientes fueron los clasificatorios, con sus fechas, los ganadores y el número de colleras que clasificaron al Campeonato Nacional de Rodeo de 2007.

### Clasificatorio de Osorno
Se disputó los días 23, 24 y 25 de febrero en la Medialuna René Soriano Bórquez y clasificó a los integrantes de la Zona Centro-Sur. Los campeones fueron los hermanos Hernández, defendiendo al Criadero Aguas de los Campos de la Asociación Bío-Bío, realizaron 40 puntos, récord absoluto en todos los rodeos clasificatorios. Este rodeo clasificó a un total de 40 colleras. Los ganadores del Champion fueron los siguientes:
- 1° Lugar: Claudio Hernández y Rufino Hernández (Bío-Bío) en ¨Malulo¨ y ¨Estruendo¨, +40 (10+8+10+12).
- 2° Lugar: Juan Carlos Loaiza y Eduardo Tamayo (Valdivia) en ¨Diluvio¨ y ¨Dedal¨, +34 (11+9+7+7 y +5).
- 3° Lugar: Leonidas Rosas y Mario Matzner (Llanquihue, Chiloé y Palena) en ¨Insignia¨ y ¨Bandurria¨, +34 (8+6+11+9 y +4).

### Clasificatorio de Rengo
Fue el primer clasificatorio de la Zona Centro-Norte y se disputó los días 2, 3 y 4 de marzo en la medialuna de Rengo. Tuvo un total de 30 clasificados.
- 1° Lugar: Emiliano Ruiz y José Tomás Meza (Litoral Central) en ¨Enquinchada¨ y ¨Distinguido¨, 33+12 (10+10+11+2).
- 2° Lugar: José Luis Ortega y Jorge Ortega (Los Andes) en ¨Campanita¨ y ¨Regalona¨, 33+8 (10+9+7+7).
- 3° Lugar: Gonzalo Vial y Sebastián Ibáñez (O'Higgins) en ¨Derrotado¨ y ¨Candil¨, 31 (10+7+4+10).

### Clasificatorio de Coronel
Fue el segundo clasificatorio de la Zona Centro-Sur y se disputó en la ciudad de Coronel los días 9, 10 y 11 de marzo en la Medialuna de Escuadrón, clasificando a un total de 26 colleras.
- 1° Lugar: José Astaburuaga y Eugenio Navarrete (Bío-Bío) en ¨Enredosa¨ y ¨Picarona¨, +29 (8+6+8+7).
- 2° Lugar: José Astaburuaga y Eugenio Navarrete (Bío-Bío) en ¨Flotador¨ y ¨Remache¨, +28 (8+7+6+7).
- 3° Lugar: Eduardo Salas y Francisco Ramos (Bío-Bío) en ¨El Pluma Blanca¨ y ¨El Gerónimo¨, +24 (5+11+0+8).

### Clasificatorio de La Serena
El segundo rodeo clasificatorio de la Zona Centro-Norte se disputó en la turística ciudad de La Serena los días 16, 17 y 18 de marzo. Fue el último clasificatorio de la temporada.
- 1° Lugar: Rodrigo Claro y Andrés Silva (Cordillera) en ¨Ficha¨ y ¨Cobija¨, +30 (5+9+5+11).
- 2° Lugar: Pedro Espinoza y José Espinoza (Valparaíso) en ¨Regalona¨ y ¨Ermita¨, +29 (6+10+3+10).
- 3° Lugar: Luis Huenchul y Diego Pacheco (Colchagua) en ¨Tentador¨ y ¨Cacarito¨, +26 (5+7+9+7).

## Cuadro de honor temporada 2006-2007
El cuadro de honor lo reciben los más destacados a lo largo de la temporada. El cálculo de este cuadro lo realiza la Federación del Rodeo Chileno según los puntajes obtenidos en la temporada, sin importar su resultado en la final del Campeonato Nacional.

### Jinetes
- 1. Juan Carlos Loaiza
- 2. José Tomás Meza
- 3. Eduardo Tamayo
- 4. José Astaburuaga
- 5. Emiliano Ruiz
- 6. Eugenio Navarrete
- 7. Luis Eduardo Cortés
- 8. Eduardo Salas
- 9. Alfonso Navarro
- 10. Francisco Ramos
- 11. Mauricio Toloza

### Caballos
- 1. Distinguido
- 2. El Quillay
- 3. Inesperado
- 4. Pinganilla
- 5. Diluvio
- 6. Dedal
- 7. Parrandero
- 8. Quillaycito
- 9. Entaquillado
- 10. Orador

### Yeguas
- 1. Fiestera
- 2. Enredosa
- 3. Picarona
- 4. Reseña
- 5. Fresia
- 6. Enquinchada
- 7. Peregrina
- 8. Esperanza
- 9. Caprichosa
- 10. Esquiva

### Potros
- 1. Talento
- 2. Melí
- 3. Flotador
- 4. Remache
- 5. El Pluma Blanca
- 6. Cancionero
- 7. El Jerónimo
- 8. Relevante
- 9. Rasqueteo
- 10. Estruendo.